# 27595 Hnath
27595 Hnath este un asteroid din centura principală de asteroizi.

## Descriere
27595 Hnath este un asteroid din centura principală de asteroizi. A fost descoperit pe 13 februarie 2001 la Socorro, New Mexico, în cadrul proiectului LINEAR. Asteroidul prezintă o orbită caracterizată de o semiaxă mare de 2,78 ua, o excentricitate de 0,04 și o înclinație de 9,3° în raport cu ecliptica.